# Matale (district)
Matale (Singalees: Mātale; Tamil: Māttaḷai) is een district in de Centrale Provincie van Sri Lanka. Het heeft een oppervlakte van 1987 km². De hoofdstad is de stad Matale.

## Bevolking
De grootste religie is het boeddhisme (79 %), gevolgd door het hindoeïsme (9,6 %), de islam (9,1 %) en het christendom (2,3 %).
| Religieuze samenstelling (2012) | Religieuze samenstelling (2012) | Religieuze samenstelling (2012) | Religieuze samenstelling (2012) | Religieuze samenstelling (2012) |
| ------------------------------- | ------------------------------- | ------------------------------- | ------------------------------- | ------------------------------- |
|                                 |                                 |                                 |                                 |                                 |
| Boeddhisme                      | Boeddhisme                      |                                 | 79,5%                           | 79,5%                           |
| Islam                           | Islam                           |                                 | 9,4%                            | 9,4%                            |
| Hindoeïsme                      | Hindoeïsme                      |                                 | 9,0%                            | 9,0%                            |
| Christendom                     | Christendom                     |                                 | 2,1%                            | 2,1%                            |
| Geen/Overig                     | Geen/Overig                     |                                 | 0,0%                            | 0,0%                            |

De demografisch verdeling is als volgt:
- Singalezen (80,1 %)
- Sri Lankaanse Moren (8,7 %)
- Sri Lankaanse Tamil (5,5 %)
- Indische Tamil (5,3 %)

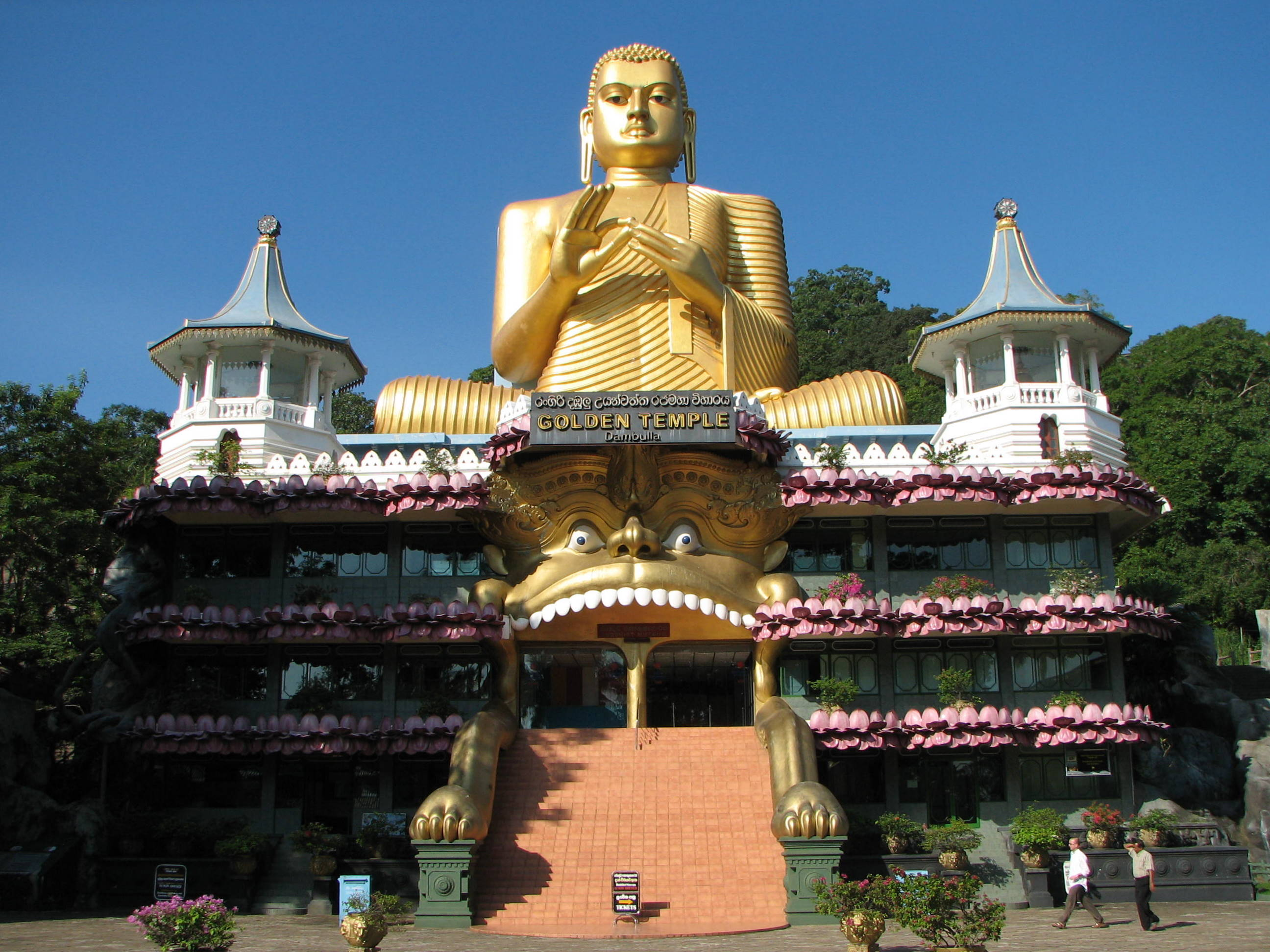
Gouden tempel van Dambulla
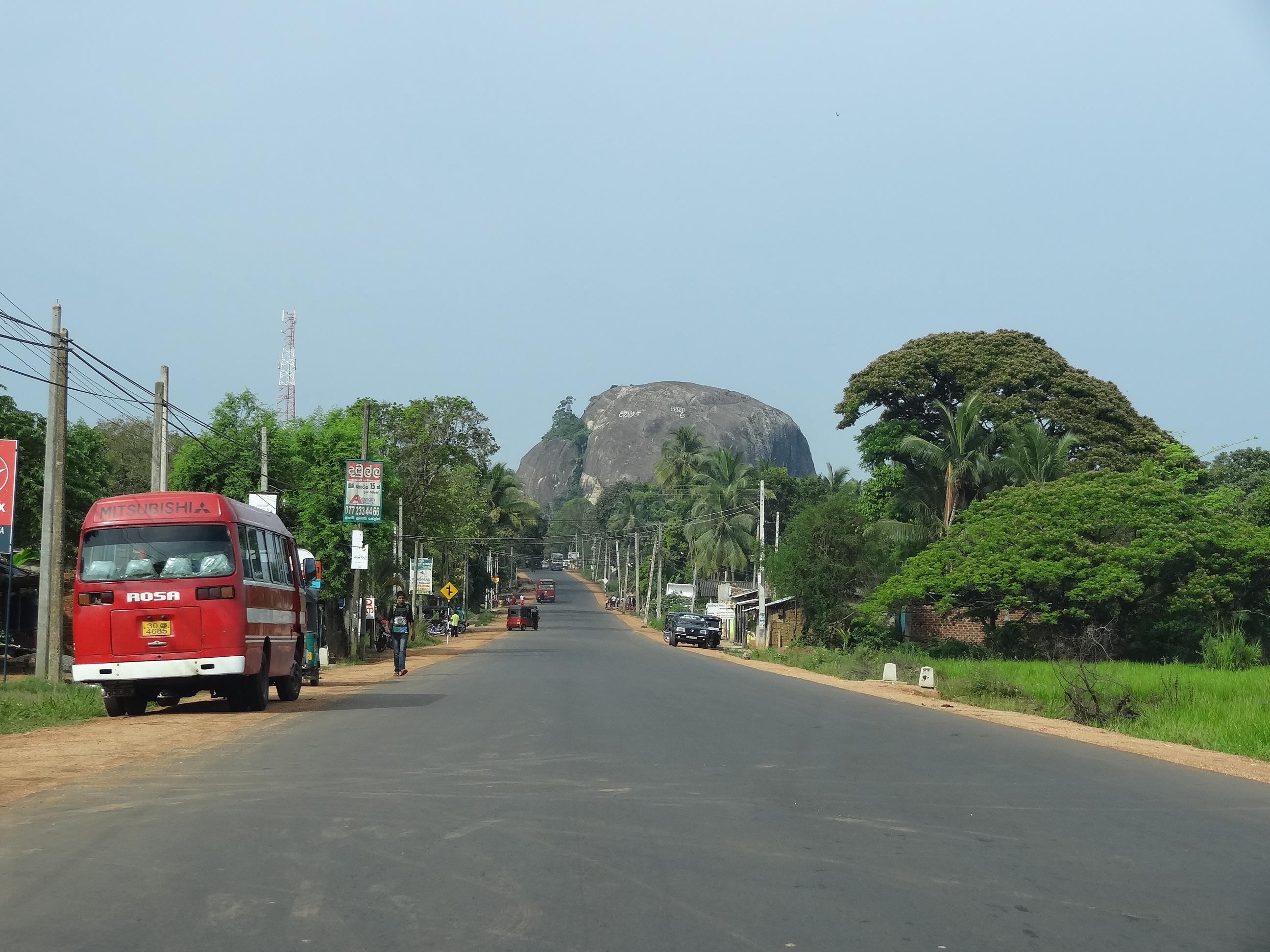
Heuvel bij Dambulla
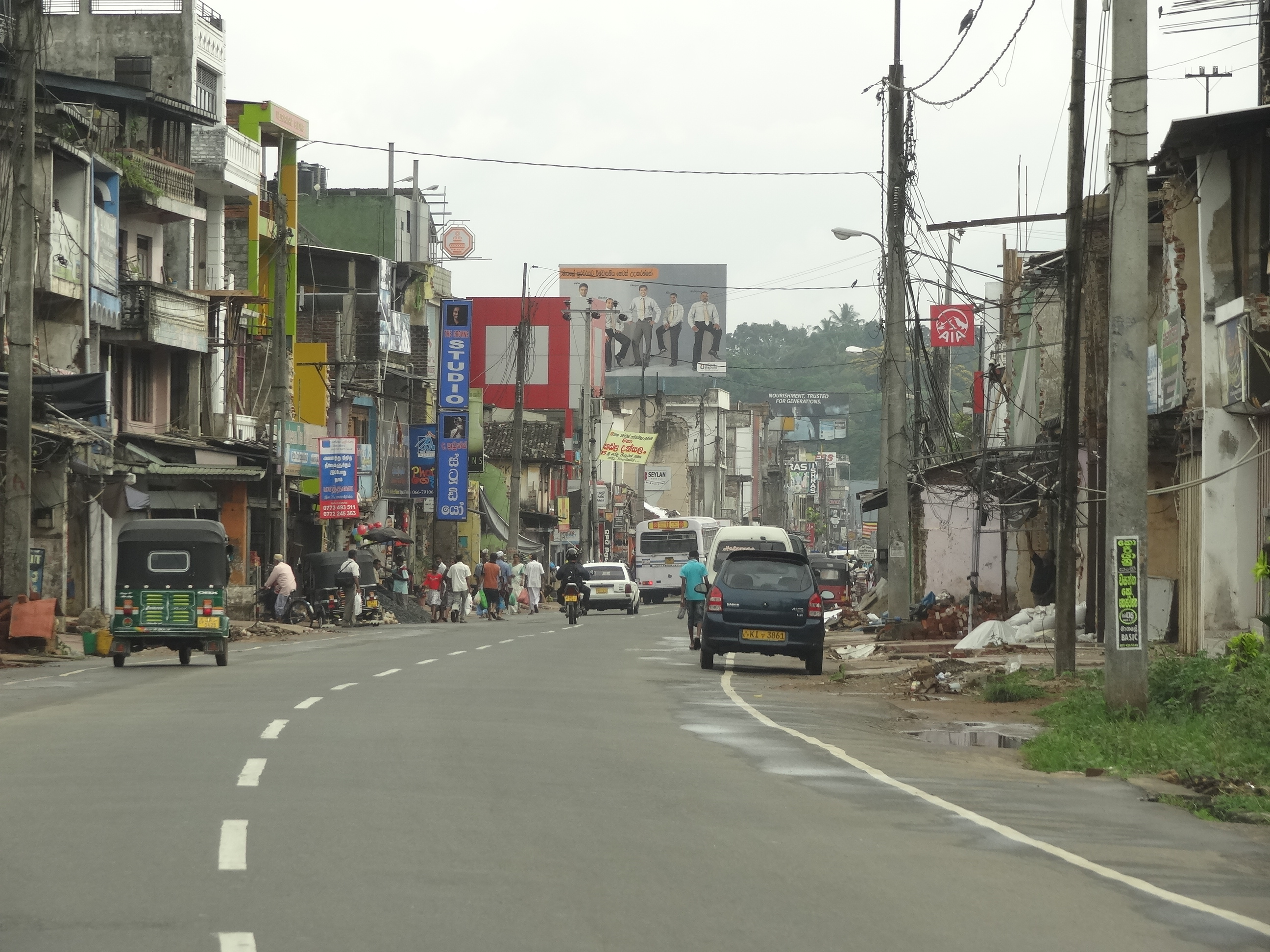
Matale
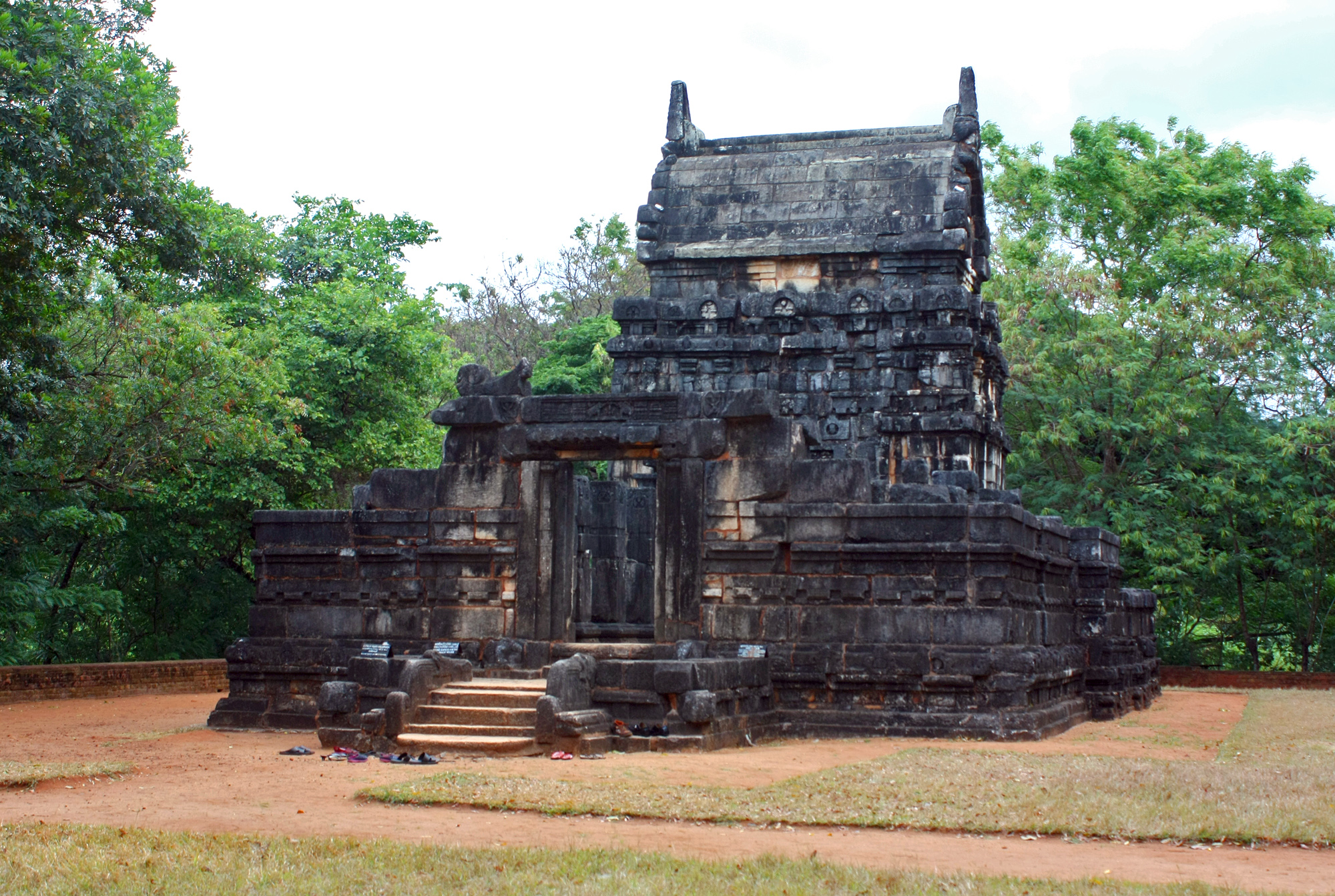
Nalanda Gedige

Centrale Provincie (Kandy · Matale · Nuwara Eliya) · Oostelijke Provincie (Ampara · Batticaloa · Trincomalee) · Noordelijke Centrale Provincie (Anuradhapura · Polonnaruwa) · Noordelijke Provincie (Jaffna · Kilinochchi · Mannar · Mullaitivu · Vavuniya) · Noordwestelijke Provincie (Kurunegala · Puttalam) · Sabaragamuwa (Kegalle · Ratnapura) · Uva (Badulla · Moneragala) · Westelijke Provincie (Colombo · Gampaha · Kalutara) · Zuidelijke Provincie (Galle · Hambantota · Matara)